# Château de Coiselet
Le château de Coiselet est une ancienne maison forte du XIVe siècle, centre de la seigneurie de Coiselet, qui se dresse sur la commune de Matafelon-Granges dans le département de l'Ain en région Auvergne-Rhône-Alpes.
Le château fait l’objet d’une inscription partielle au titre des monuments historiques par arrêté du 4 novembre 1983. Seuls Les façades et toitures sont inscrites.

## Situation
Le château de Coiselet est situé dans le département français de l'Ain, sur la commune de Matafelon-Granges, sur le bord de la rivière Ain, anciennement frontière du comté de Bourgogne.

## Histoire
Le fief, possédé en toute justice avec la maison forte, voit Guillaume et Jean Aleman, fils de Pierre Aleman, chevalier, se reconnaitre, le 28 novembre 1370, hommes-liges du sire de Thoire-Villars, pour cette terre, qui restera dans leur famille jusqu'à Philiberte Aleman, dame d'Arbent, de Mornay et de Coiselet, dernière du nom, qui porte la seigneurie de Coiselet avec ses autres terres à Jacques de Chalant, chevalier, qui fut un temps seigneur de Coiselet. Au décès de son époux, Philiberte vend, par contrat du 25 mai 1517,, Coiselet, alors qualifié de maison forte, en toute justice haute, moyenne et basse, de pur et franc-alleu, sans fief, ni arrière fief, à Barthélemy et Philippes de Forcrand, frères, écuyers, seigneurs d'Arromas, dont les descendants en jouissent encore à ce jour.
Une partie du prix servit alors à rembourser Amand Goyet, seigneur de Monthoux (Vétraz-Monthoux), conseiller et maître d'hôtel du comte de Genève, auprès duquel Philiberte de Coiselet avait engagé un peu auparavant la seigneurie. Cette aliénation faite en faveur des Forcrand, est ratifié par Claude de Chalant, seigneur d'Arbent et de Mornay (Nurieux-Volognat), fils et héritier de Philiberte par titre du 9 novembre 1518.
Après le partage des biens que détenaient en indivis Barthélemy et Philippes de Forcrand, la seigneurie de Coiselet reste à ce dernier qui la transmet à ses descendants du nom et aux armes de Forcrand. Au milieu du XVIIe siècle, Claude et Antoine de Focrand, frères, écuyers, étaient les seigneurs de Coiselet du chef dudit Philippes de Forcrand, leur bisaïeul.

## Description

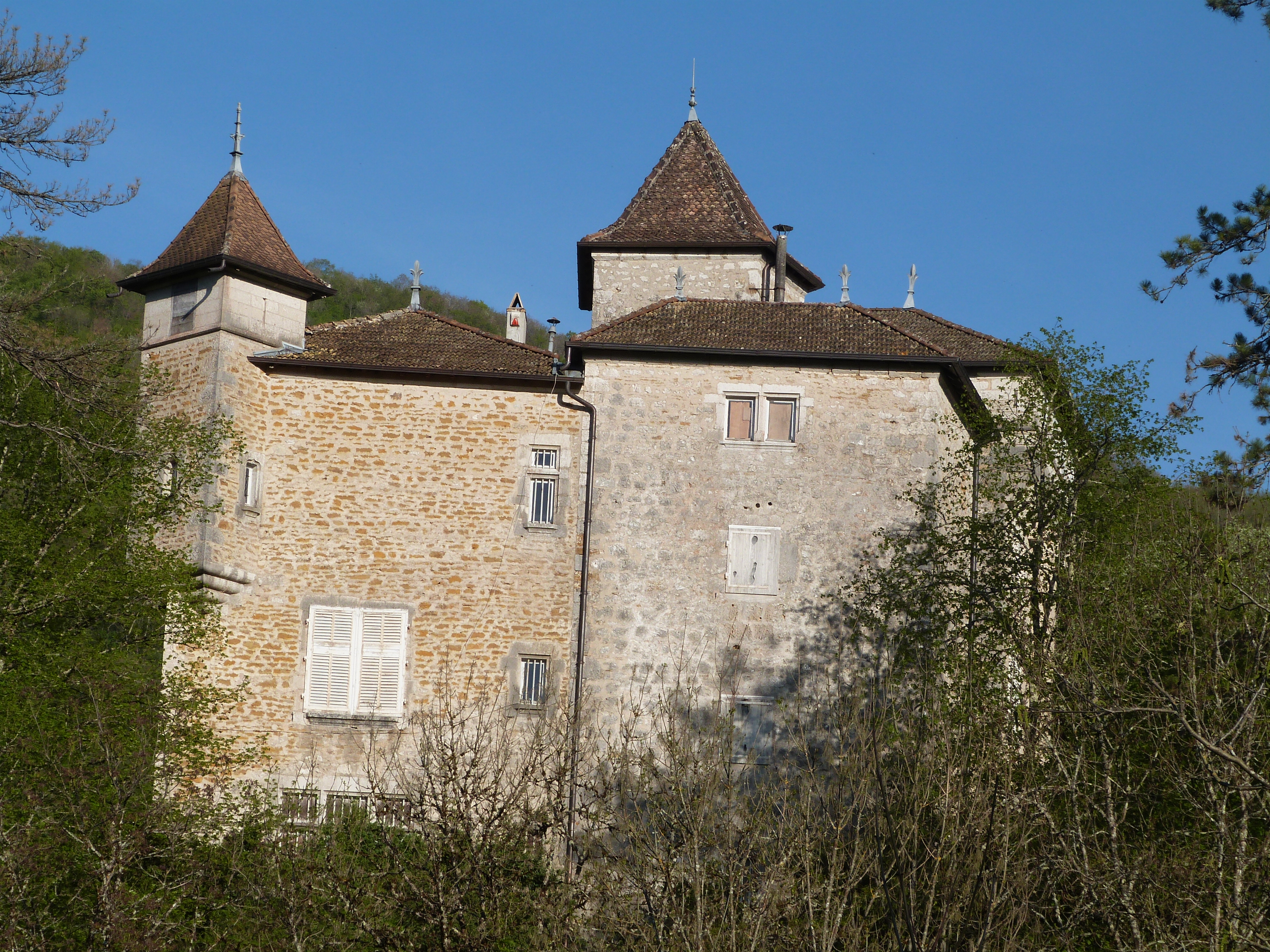
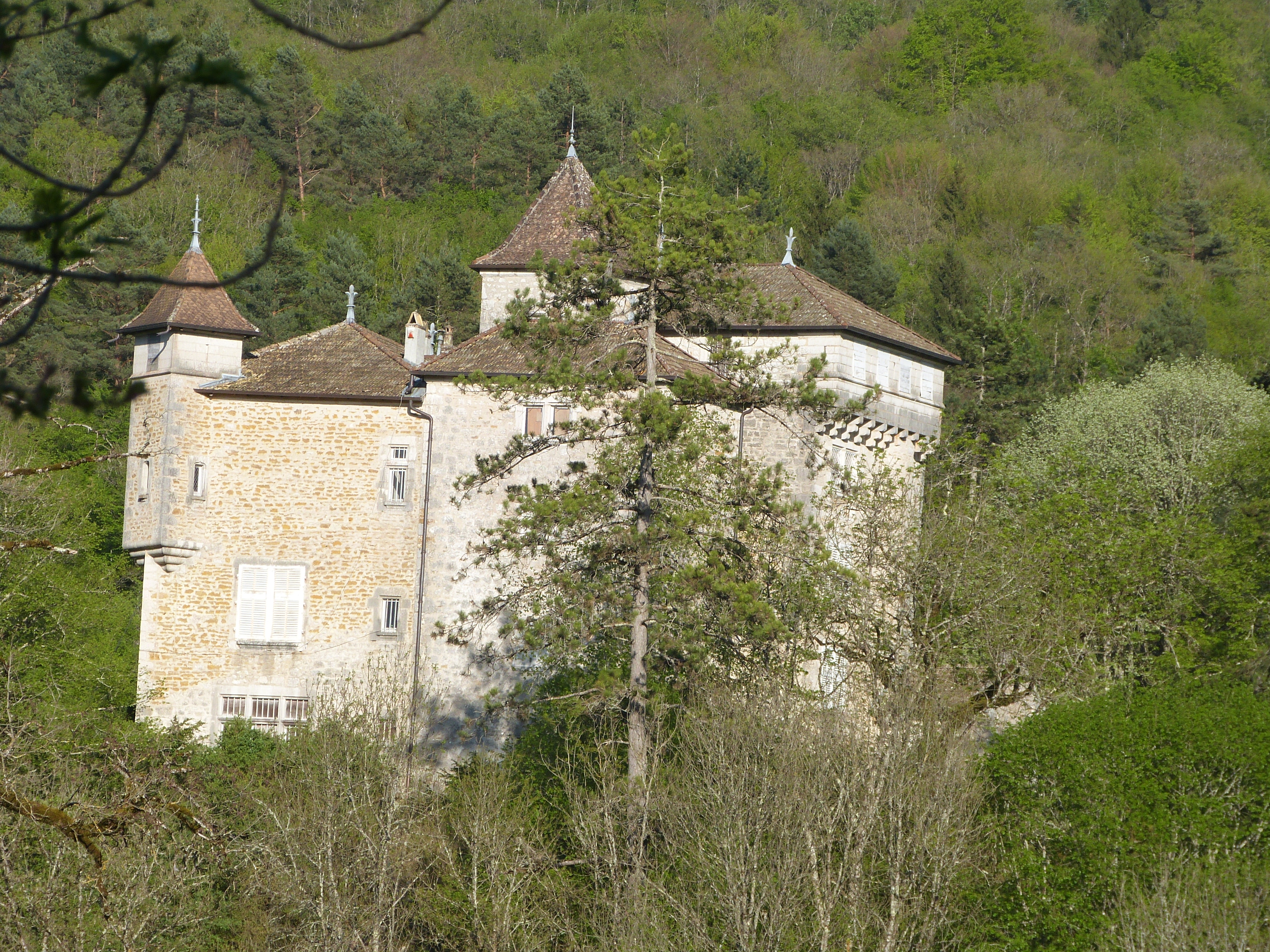